# Diskografija sastava Ramones
Diskografija američkog punk rock sastava Ramones.

## Studijski albumi
| Naziv               | Objavljeno         | SAD Top ljestvica albuma | VB Top ljestvica albuma |
| ------------------- | ------------------ | ------------------------ | ----------------------- |
| Ramones             | 23. travnja 1976.  | 111                      | -                       |
| Leave Home          | 10. siječnja 1977. | 148                      | 45                      |
| Rocket to Russia    | 4. studenog 1977.  | 49                       | 60                      |
| Road to Ruin        | 22. rujna 1978.    | 103                      | 32                      |
| End of the Century  | 4. veljače 1980.   | 44                       | 14                      |
| Pleasant Dreams     | 29. srpnja 1981.   | 58                       | -                       |
| Subterranean Jungle | veljača 1983.      | 83                       | -                       |
| Too Tough to Die    | listopad 1984.     | 172                      | 63                      |
| Animal Boy          | svibanj 1986.      | 143                      | 38                      |
| Halfway to Sanity   | 15. rujna 1987.    | 172                      | 78                      |
| Brain Drain         | 18. svibnja 1989.  | 122                      | 75                      |
| Mondo Bizarro       | 1. rujna 1992.     | 190                      | 87                      |
| Acid Eaters         | prosinac 1993.     | 179                      | -                       |
| ¡Adios Amigos!      | 18. srpnja 1995.   | 148                      | 62                      |

### Singlovi
| Godina | Singl                                                                               | Album                     | SAD Top ljestvica albuma | SAD Modern Rock | VB Singlovi |
| ------ | ----------------------------------------------------------------------------------- | ------------------------- | ------------------------ | --------------- | ----------- |
| 1976.  | "Blitzkrieg Bop" b/w "Havana Affair" 11                                             | Ramones                   | -                        | -               | -           |
| 1976.  | "I Wanna Be Your Boyfriend" b/w "I Don't Wanna Walk Around With You"                | Ramones                   | -                        | -               | -           |
| 1977.  | "I Remember You" b/w "California Sun"                                               | Leave Home                | -                        | -               | -           |
| 1977.  | "Sheena Is a Punk Rocker" b/w "I Don't Care"                                        | Rocket to Russia          | 81                       | -               | 22          |
| 1977.  | "Swallow My Pride" b/w "Pinhead"                                                    | Leave Home                | -                        | -               | 36          |
| 1977.  | "Rockaway Beach" b/w "Babysitter"                                                   | Rocket to Russia          | 66                       | -               | -           |
| 1978.  | "Do You Wanna Dance?" b/w "It's a Long Way Back to Germany"                         | Rocket to Russia          | 86                       | -               | -           |
| 1978.  | "Don't Come Close" b/w "I Don't Want You"                                           | Road to Ruin              | -                        | -               | 39          |
| 1978.  | "Needles and Pins" b/w "I Wanted Everything"                                        | Road to Ruin              | -                        | -               | -           |
| 1979.  | "She's the One" b/w "I Wanna Be Sedated"                                            | Road to Ruin              | -                        | -               | -           |
| 1979.  | "Rock 'n' Roll High School" b/w "I Want You Around"                                 | Rock 'n' Roll High School | -                        | -               | 67          |
| 1980.  | "Baby, I Love You" b/w "High Risk Insurance"                                        | End of the Century        | -                        | -               | 8           |
| 1980.  | "Do You Remember Rock 'n' Roll Radio?" b/w "Let's Go"                               | End of the Century        | -                        | -               | 54          |
| 1981.  | "We Want the Airwaves" b/w "You Sound Like You're Sick"                             | Pleasant Dreams           | -                        | -               | -           |
| 1981.  | "She's a Sensation" b/w "All's Quiet on the Eastern Front"                          | Pleasant Dreams           | -                        | -               | -           |
| 1983.  | "Psycho Therapy" b/w "My-My Kind of a Girl"                                         | Subterranean Jungle       | -                        | -               | -           |
| 1983.  | "Time Has Come Today" b/w "Outsider"                                                | Subterranean Jungle       | -                        | -               | -           |
| 1984.  | "Howling at the Moon (Sha-La-La)" b/w "Smash You"                                   | Too Tough to Die          | -                        | -               | 85          |
| 1985.  | "Chasing the Night" b/w "Daytime Dilemma (Dangers of Love)"                         | Too Tough to Die          | -                        | -               | 85          |
| 1985.  | "My Brain is Hanging Upside Down (Bonzo Goes to Bitburg)" b/w "Street Fighting Man" | Animal Boy                | -                        | -               | 81          |
| 1986.  | "Somebody Put Something in My Drink" b/w "Animal Boy"                               | Animal Boy                | -                        | -               | 69          |
| 1986.  | "Something to Believe In" b/w "Love Kills"                                          | Animal Boy                | -                        | -               | 69          |
| 1986.  | "Crummy Stuff" b/w "She Belongs to Me"                                              | Animal Boy                | -                        | -               | 98          |
| 1987.  | "A Real Cool Time" b/w "Life Goes On"                                               | Halfway to Sanity         | -                        | -               | 85          |
| 1987.  | "I Wanna Live" b/w "Merry Christmas (I Don't Want to Fight Tonight)"                | Halfway to Sanity         | -                        | -               | -           |
| 1989.  | "Pet Sematary" b/w "All Screwed Up"                                                 | Brain Drain               | -                        | 4               | -           |
| 1989.  | "I Believe in Miracles" b/w "Zero Zero UFO"                                         | Brain Drain               | -                        | -               | -           |
| 1992.  | "Poison Heart" b/w "Censorshit"                                                     | Mondo Bizarro             | 98                       | 6               | 69          |
| 1992.  | "Strength to Endure" b/w "The Ballad of Tipper Gore"                                | Mondo Bizarro             | -                        | -               | -           |
| 1993.  | "Touring" b/w "Cabbies on Crack"                                                    | Mondo Bizarro             | -                        | -               | -           |
| 1993.  | "Journey to the Center of the Mind" b/w "Surfin' Safari"                            | Acid Eaters               | -                        | -               | -           |
| 1993.  | "Substitute" b/w "Can't Seem to Make You Mine"                                      | Acid Eaters               | -                        | -               | -           |
| 1994.  | "7 and 7 Is" b/w "Out of Time"                                                      | Acid Eaters               | -                        | -               | -           |
| 1995.  | "I Don't Want to Grow Up" b/w "R.A.M.O.N.E.S."                                      | ¡Adios Amigos!            | -                        | 30              | -           |

## Kompilacije
- Ramones Mania (Najbolje od 1976. – 1988.), svibanj 1988. (#168 SAD)
- All The Stuff (And More!) Volume 1, (Prvi i drugi album plus ekstra skladbe) svibanj 1990.
- All The Stuff (And More!) Volume 2, (Treći i četvrti album plus ekstra skladbe) rujan 1990.
- Hey Ho! Let's Go: The Anthology, (Najbolje od 1975. – 1996.)  srpanj 1999. (#74 VB)
- Ramones Mania Vol. 2, (Najbolje od 1989. – 1996.) travanj 2000.
- Masters of Rock: Ramones, (Najbolje od 1989. – 1995.) kolovoz 2001.
- Best of the Chrysalis Years, (Najbolje od 1989. – 1995.) svibanj 2002.
- Loud, Fast Ramones: Their Toughest Hits, (Najbolje od 1975. – 1996.) listopad 2002.
- The Chrysalis Years, (Četiri zadnja albuma plus Loco Live) prosinac 2002.
- The Best of The Ramones, (najbolje od 1989. – 1995.) svibanj 2004.
- Weird Tales of the Ramones, kolovoz 2005.
- Greatest Hits, (Najbolje od 1976. – 1989.) lipanj 2006.
- Brats on the Beat

### Uživo albumi
- It's Alive, travanj 1979. – Snimljeno 31. prosinca 1977., u "Rainbow Theatre", London. (#27 VB)
- Loco Live, ožujak 1992. – Snimljeno u ožujku 1991., Barcelona, Španjolska.
- Greatest Hits Live, lipanj 1996. – Snimljeno 29. veljače 1996. u "The Academy",  New York City.
- We're Outta Here, studeni 1997. – Snimljeno na Ramonesovom završnom nastupu, 6. kolovoza 1996. u "The Palace", Los Angeles, Kalifornija.
- You Don't Come Close, svibanj 2001. – Snimljeno 11. rujna 1978. u Bremenu, Njemačka.
- NYC 1978, kolovoz 2003. – Snimljeno 7. siječnja 1978. u "the Palladium", New York City.

- 1975 - Arturo Vega's Loft, New York, USA (Uživo)
- 1976 - Hey Ho It Was Twenty Years Ago (Uživo)
- 1977 - Whisky A Go Go LA (Uživo)
- 1978 - Gabba Gabba Hey (Fuck The Grind) (Uživo)
- 1978 - March Of The Pinheads (Uživo)
- 1979 - Buffalo, New York (Uživo)
- 1980 - Raisin' Hell (Uživo)
- 1982 - The Chinese Wall (Uživo)
- 1983 - Live Philadelphia - Riplay Hall (Uživo)
- 1986 - Live in Amsterdam (Uživo)
- 1989 - European Tour, Summer of '89 (Uživo)
- 1989 - Leicester, UK (Uživo)'
- 1990 - Escape From Zagreb (Uživo)
- 1991 - Auditorio De Castrelos, Vigo, Spain (Uživo)
- 1991 - Master Of Rock (Uživo)
- 1992 - Wesalface (Uživo)
- 1997 - Blitzkrieg Bash (Joey, Dee Dee Ramone & Dictators) (Uživo)

### Filmografija & videografija
- Blank Generation (1976.)
- Rock 'n' Roll High School (1979.)
- Lifestyles of the Ramones (1990.)
- The Simpsons (1993., "Rosebud" epizoda)
- Ramones Around the World (1993.)
- We're Outta Here! (1997.)
- The Ramones and I (2002.)
- End of the Century (2003.)
- Ramones: Raw (2004.)
- Ramones: The True Story (2005.)
- Too Tough to Die: a Tribute to Johnny Ramone (2006.)
- It's Alive 1974-1996 (2007.)

## Vanjske poveznice
- discogs.com - Diskografija sastava Ramones
- ramones.com - Službene stranice sastava Ramones